# 蕭介
蕭介（476年—548年） ，字茂鏡，蘭陵人。南北朝梁國大臣。父蕭惠蒨，齊左民尚書。

## 生平
少時有器識，博覽經史，揮筆成文。
南朝齊永元末年（501年），仕齊，職著作佐郎。
南梁天監六年（507年），任太子舍人。
南梁天監八年（509年），任尚書金部郎。
南梁天監十二年（513年），為主客郎。後任吳縣縣令。
湘東王蕭繹慕其才名，思共遊處，奏報當朝。
南梁大通三年（522年），調湘東王府，任職咨議參軍。
南朝梁大通二年（528年），任給事黃門侍郎。
南梁大通二年（536年），任武陵王蕭紀王府長史。後又出任始興太守。在任時，刑寬政和，能施恩德於民。
大同七年，調回京城，升為少府卿、加散騎常侍。時恰逢朝廷選拔司職官員，選司舉王筠等四人，並不稱旨，梁武帝說：「我門中久無此職，宜用蕭介爲之。」。
蕭介以其博學才識，應對左右，多所匡正，被錄為都官尚書，梁武帝賞識其才華，每逢軍國大事，必先徵詢方略。對宰相朱异說：「蕭介，端右之才也」。一次，梁武帝設宴，飲酒賦詩助興，藏盾賦詩不成，罰酒一斗，一飲而盡，面色不變，言笑自如。蕭介落筆成文，文詞盡美。梁武帝高興地說：「藏盾之飲，蕭介之文，即席之美也」。 
南梁中大同元年（546年），蕭介以老病辭職，梁武帝優詔不準，派僕射魏詳專誠拜訪蕭介。后改職光祿大夫。
南梁中大同二年（547年），蕭介稱病辭官，拜光祿大夫。
南梁太清年間，侯景於渦陽敗走，入壽陽。侍中何敬容斷言：“（侯）景翻覆叛臣，終當亂國。”蕭介此時已疾病纏身，但為報知遇之恩，上了一道表章，以呂布、劉牢之等人為例反對收留侯景，梁武帝閱畢，感嘆其忠，而不納其諫。不久，蕭介病逝，終年七十三歲。

## 家族

### 父
- 蕭惠蒨，萧思話幼子，蕭齊左民尚書，兄萧惠开、萧惠明、萧惠基、萧惠休、萧惠朗[3]

### 子
- 萧允
- 萧引
- 萧肜，一作萧彤，侯景之乱，和萧引及宗亲等百馀人奔岭表。恬静好学，官至太子中庶子、南康王长史[4]。

## 延伸阅读
[在维基数据编辑]
 《梁書/卷41》，出自姚思廉《梁書》